# Niña Tormenta
Tiare Galaz (Santiago, 27 de diciembre de 1984), conocida como Niña Tormenta, es una cantante chilena.

## Biografía
Hija de padres profesores y folcloristas, Galaz estuvo inmersa en la música desde temprana edad. En 2012, su pareja le regaló un ukelele, instrumento que la motivó a escribir sus primeras canciones. En 2015, adoptó el nombre de Niña Tormenta y comenzó a presentarse en pequeños escenarios. 
En 2016, grabó una sesión para la Radio Valentín Letelier, que se convirtió en el disco Niña Tormenta en vivo desde Valparaíso. Al año siguiente, publicó su primer álbum de estudio, Loza, producido por Diego Lorenzini y editado por el sello independiente Uva Robot.  Este trabajo le valió el Premio Pulsar 2018 en la categoría Artista Revelación. 
Además de su carrera solista, Niña Tormenta ha participado en diversos proyectos colaborativos. En 2016, se unió a la banda Chini & The Technicians para sus presentaciones en vivo. También formó parte de La Matiné Uva Robot, un colectivo ligado al sello homónimo, junto a artistas como Rosario Alfonso, Javier Bobbert y Diego Lorenzini. En 2018, acompañó al músico noruego Erlend Øye como telonera en una serie de conciertos en Alemania. 
En 2023, lanzó su segundo álbum de estudio, Las cosas lento, que recibió elogios de la crítica especializada. Paralelamente, incursionó en la musicalización de obras audiovisuales, como la serie 42 días en la oscuridad de Netflix, donde su canción Mirada encendida fue parte de la banda sonora.  Asimismo, en 2024, compuso la música para la obra de teatro Moscas sobre el mármol, dirigida por Álvaro Viguera. 
En 2025 lanzó la versión en vinilo para Loza (2017) para la celebración de El Día del Vinilo bajo el sello de Uva Robot. 
Niña Tormenta también ha desempeñado roles como gestora cultural en el sello Uva Robot y en la agencia Capitán Cobalto, contribuyendo al desarrollo de la escena musical independiente en Chile. 

## Discografía

### Solista

#### Álbumes de estudio
- Loza (2017)
- Las cosas lento (2023)

#### EPs
- Moscas sobre el Mármol (2024)

#### Lanzamientos en vivo
- En Vivo Desde Valparaíso (2017)
- Sesiones 050: Niña Tormenta (2022)

#### Singles
| Año  | Canción                      | Álbum           | Notas                      |
| ---- | ---------------------------- | --------------- | -------------------------- |
| 2017 | Va a Llover Hasta el Domingo | Loza            | Junto con Diego Lorenzini. |
| 2017 | Canción Nueva                | Loza            |                            |
| 2020 | Flor de Lavanda              | Las cosas lento |                            |
| 2021 | Voy a Hacer las Cosas Lento  | Las cosas lento |                            |
| 2021 | Una Calma                    | Las cosas lento |                            |
| 2023 | Pequeñas Esperanzas          | Las cosas lento |                            |
| 2023 | Vivo imaginando cosas        | Las cosas lento |                            |
| 2024 | La vida pasa                 |                 | Junto con Rosario Alfonso  |

#### Colaboraciones
| Año  | Canción                     | Artista                | Álbum/EP                       | Notas                                                               |
| ---- | --------------------------- | ---------------------- | ------------------------------ | ------------------------------------------------------------------- |
| 2016 | Cuatro Estrellas            | Diego Lorenzini        | Pino                           |                                                                     |
| 2017 | Pequeño Pirata              | Protistas              | Microonda                      |                                                                     |
| 2018 | Un Día Lo Encontré          | Rosario Alfonso        | Lo Primero                     |                                                                     |
| 2019 | Chao Mi Niño                | Diego Lorenzini        | De Algo Hay Que Morir          |                                                                     |
| 2020 | Del Otro Lado               | Florencia Lira         | Alejandra                      |                                                                     |
| 2020 | Nada                        | Ignacio Redard         | Uña y Mugre                    | Junto con Denisse Malebrán.                                         |
| 2020 | Humana                      | Mora Lucay             | Bestia                         |                                                                     |
| 2021 | El Demonio del Mediodía     | Diego Lorenzini        | Palabritas y Palabrotas        |                                                                     |
| 2022 | Cámara Lenta                | Ana María Vahos        | Los Días                       |                                                                     |
| 2022 | Rayo Verde                  | Incal                  | Grieta                         |                                                                     |
| 2022 | La Presión de Mejorar       | Pol Del Sur            | Pirotecnia Vol. 3              | Canción para el disco compilatorio lanzado por el sello Pirotecnia. |
| 2022 | En Tornasol                 | Vicente Atria          | Orlando Furioso                |                                                                     |
| 2023 | Puzles                      | Antonio Duarte         | Pasto Recién Cortado           |                                                                     |
| 2023 | La palabra                  | Marcelo Ezquiaga       | Todo el tiempo en un relámpago |                                                                     |
| 2023 | La Hoguera                  | Shaman Herrera         | Solastalgia                    |                                                                     |
| 2023 | Me Estoy Muriendo de Pena 1 | Los Fjuith!            | El Error                       | Junto con Diego Lorenzini.                                          |
| 2024 | anhelo                      | Yaima Cat              | LCQSQH                         |                                                                     |
| 2024 | Estival y primaveral        | Chips y la Gran Ciudad | Infraordinario                 |                                                                     |
| 2025 | Un año más - Bolero         | Yorka                  | Kumbita                        | Junto con Rosario Alfonso.                                          |

## Premios y nominaciones
| Año  | Evento         | Categoría                | Resultado | Ref.  |
| ---- | -------------- | ------------------------ | --------- | ----- |
| 2018 | Premios Pulsar | Mejor Artista Revelación | Ganador   | [ 7 ] |